# 葉欣誠
葉欣誠（1965年—），是中華民國台灣的一位環境教育學者，曾任國立臺灣師範大學環境教育研究所教授、行政院環境保護署副署長，2014年12月8日轉任行政院政務委員，並於2016年2月1日卸任。

## 簡歷
葉欣誠畢業於國立台灣大學環境工程學研究所，之後出國留學，於美國康乃爾大學攻讀並獲得土木與環境工程博士。回國後曾任教於國立高雄師範大學環境教育研究所與國立暨南大學土木工程學系與國立台灣大學環境工程學研究所，並且曾任中華民國環境教育學會理事長。葉欣誠同時也是中華民國《環境教育法》主要催生者之一，於《環境教育法》三讀通過後協助行政院環保署推動相關環境教育人員、機構、設施與場所之認證工作，亦擔任環境教育認證審查小組委員。葉欣誠目前擔任國立臺灣師範大學環境教育研究所教授及擔任綠學院綠色帶路人。

## 研究專長
- 環境規劃與管理
- 環境系統分析
- 水資源規劃管理
- 環境素養調查
- 防災教育
- 永續發展指標
- 綠色大學

## 合作節目
與趙自強在News98周五的《九點強強滾》報告地球的近況與分享環保的新知。

## 合作項目
與綠學院合作，與綠學院創辦人楊雅雲共同撰寫專欄，例如【中小企業如何製作簡單版TCFD報告書？企業碳管理超前部署第十講】，了解TCFD報告架構的四大核心要素：治理(Governance)、策略(Strategy)、風險管理(Risk Management)、指標和目標(Metrics and Targets)。並持續推動綠色產業相關的議題，並持續透過舉辦小聚的形式，分享綠色概念的知識。

## 外部連結
- 行政院環境保護署葉欣誠副署長簡介
- 國立臺灣師範大學環境教育研究所葉欣誠教授簡介 （页面存档备份，存于）